# Bytost, nebo zbraň
Bytost, nebo zbraň (též Řezníkův nůž nemá s jehňaty slitování (Netflix), v anglickém originále The Butcher's Knife Cares Not for the Lamb's Cry) je čtvrtý díl první řady seriálu Star Trek: Discovery. Zveřejněn byl 8. října 2017 na internetové platformě CBS All Access.

## Děj
USS Discovery je stále jediným plavidlem Hvězdné flotily vybaveným spórovým pohonem, schopnost udeřit kdykoliv a kdekoliv ho ovšem dělá velmi zranitelný, protože operuje pouze samostatně. Kapitán Gabriel Lorca se ji tedy snaží posílit, jak jen to jde, například nácvikem bojových situací. Michael Burnhamová se stává členkou vědeckého týmu a jejím úkolem bude prozkoumat netvora, kterého zajali na USS Glenn, a tyto poznatky využít k výrobě nebo vylepšení zbraní.
Ale ani jejich nepřátelé na tom nejsou o moc lépe: Voq a L'Rell zůstávají na ochromené T'Kuvmově lodi v pásu asteroidů a jejich následovníci hladoví. L'Rell tedy přesvědčí Voqa, aby se vydal do vraku USS Shenzhou a přinesl z něj dilithiový procesor. Pak se na palubě objeví Kol, který po T'Kuvmově smrti odmítl poslušnost Voqovi a nabídne mu své služby. Voq ho přijme a následně s L'Rell z USS Shenzhou vyrabují dilithiový krystal, jenže Kol mezitím uplatí jejich posádku jídlem a získá nad ní kontrolu. L'Rell se okamžitě přidá ke Kolovi, ale přemluví ho, aby Voqa nezabíjel a místo toho ho nechal v hrobu jejich nepřítele, tedy na palubě USS Shenzhou. Před osamoceného Voqa na USS Shenzhou se transportuje L'Rell a přesvědčí ho, že je stále na jeho straně. Dokonce má plán, ale k jeho splnění bude Voq muset zaplatit vysokou cenu.
Mezitím klingonské lodě proniknou blokádou kolem planety Corvan 2, která produkuje 40% dilithia Federace, a začnou ji bombardovat. Nejbližší federační loď je ovšem 84 hodin daleko a tak admirálka Cornwelliová požádá o pomoc USS Discovery. Lorca úkol přijme, jenže pak mu poručík Stamets vysvětlí, že je loď schopna udělat pouze malý skok, protože čím větší je, tím roste pravděpodobnost omylu. USS Glenn tento skok úspěšně provedl, jenže Stamets neví jak. Vzal tedy z jeho laboratoře navigační zařízení, které ale ke správné funkci potřebuje superpočítač, který Stamets nemá. Lorca tedy zariskuje a skok provede, jenže USS Discovery spadne do gravitační studny hvězdy třídy O a jen s obtížemi unikne. Ještě před skokem netvor, kterého Burnhamová označí jako obří želvušku, vykřikne bolestí. Podle Burnhamové je tvor nějak spojený se spórovým pohonem, ale to šéfku bezpečnosti Ellen Landryovou, která má Burnhamovou na starosti, nezajímá. Vypustí do komory s želvuškou sedativa, vypne ochranné pole a pokusí se ji omráčit, aby jí mohla odříznout spár a prozkoumat ho. Želvuška se pokusí utéct, ale když se jí to nepodaří a Landryová na ní začne střílet, napadne jí a smrtelně zraní. Burhamovou zachrání pouze to, že okamžitě zapne světla na maximum a želvuška uteče zpátky do komory. Situace na Corvanu 2 spěje do kritického bodu, a tak Burnhamová zariskuje a s vypnutým ochranným polem nabídne želvušce spóry hub ze zásobníku. Želvuška ji nenapadne a Burnhamová tak přijde s teorií, že oním superpočítačem, který dokáže navigovat spórový pohon, je právě tento tvor. Pohon funguje naprosto přesně a přenese USS Discovery nad Corvan 2, kde zničí klingonská plavidla a pak se přesune zpátky na původní místo.
Akce je úspěšná a těžební kolonie na Corvanu 2 je zachráněna, při používání spórového pohonu ovšem obří želvuška dost trpí, což se Burnhamové přestává líbit.